# Puquio
Puquio é uma cidade do Peru, situada na região do  Ayacucho. Capital da província de Lucanas, sua população em 2017 foi estimada em 12.536 habitantes.